# Diacra vilbastei
Diacra vilbastei är en insektsart som beskrevs av Dlabola 1984. Diacra vilbastei ingår i släktet Diacra och familjen dvärgstritar. Inga underarter finns listade i Catalogue of Life.